# Jubilate

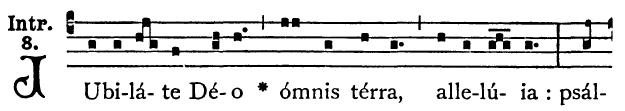
Íncipit del introito del canto gregoriano Jubilate Deo.

Jubilate, dominica jubilate, domingo de jubilate o domingo de júbilo son los nombres utilizados en la iglesia occidental para hacer referencia al tercer domingo después de Pascua en el año litúrgico.

## Etimología
Se denomina así porque en la liturgia de la iglesia católica la primera línea del introito de la misa de ese día es "Jubilate Deo omnis terra" (Grita de alegría a Dios, toda la tierra) del Salmo 66 (65) (Salmos 66).

## Práctica religiosa

### Iglesia luterana
La iglesia luterana históricamente llamó a este domingo como el cuarto domingo después de Pascua siguiendo al Misericordia Domini y precediendo a Cantate. La liturgia para este día y para los dos domingos siguientes, sigue celebrando la resurrección de Pascua.
Johann Sebastian Bach compuso tres cantatas de iglesia para la ocasión observada en la iglesia luterana. Se basó en las lecturas prescritas para ese día que eran la primera epístola de Pedro "Someteos a toda ordenación humana" (1 Pedro 2:11-20), y del Evangelio según San Juan, Jesús anunciando su segunda venida en el discurso de la despedida, diciendo "la tristeza se convertirá en gozo" (Juan 16:16-23). 
- Weinen, Klagen, Sorgen, Zagen, BWV 12, 22 de abril de 1714
- Ihr werdet weinen und heulen, BWV 103, 22 de abril de 1725
- Wir müssen durch viel Trübsal, BWV 146, 12 de mayo de 1726 o 18 de abril de 1728